# Gutenberg-Klammer
Die Gutenberg-Klammer (englisch Gutenberg Parenthesis) ist in der Medientheorie der historische Zeitraum, in dem der Buchdruck als Leitmedium einer Gesellschaft dient.
Der Begriff wurde vom dänischen Literaturwissenschaftler Lars Ole Sauerberg (* 1950) geprägt, um die statische Natur von Information innerhalb der „Klammer“ hervorzuheben. Kollektives Lernen wurde vor der Gutenberg-Klammer größtenteils durch mündliche Überlieferung erreicht und danach dienen primär elektronische Kanäle (Radio, Fernsehen, Internet …) als Kommunikationswege. Da das Buch auch noch nach dem Aufkommen der elektronischen Medien als Leitmedium verblieb, wurde es nötig, die Zeit des Leitmediums vom Alphabetischen Monopol zu unterscheiden, der Zeit der ausschließlichen Informationsspeicherung in Form von Text. Der Wandlungsprozess hin zum Globalen Dorf wird nach Marshall McLuhan auch als Gutenberg-Galaxis bezeichnet.
Das Auftreten der Gutenberg-Klammer variiert zeitlich zwischen Kulturen und wird der Europäischen Geschichte, in den ungefähr 500 Jahren zwischen der Erfindung des Buchdrucks und dem Aufkommen digitaler Massenmedien am Beginn des 21. Jahrhunderts, zugeordnet.